# Tmarus projectus
Tmarus projectus là một loài nhện trong họ Thomisidae.
Loài này thuộc chi Tmarus. Tmarus projectus được Ludwig Carl Christian Koch miêu tả năm 1876.